# بول (لعبة بلياردو)

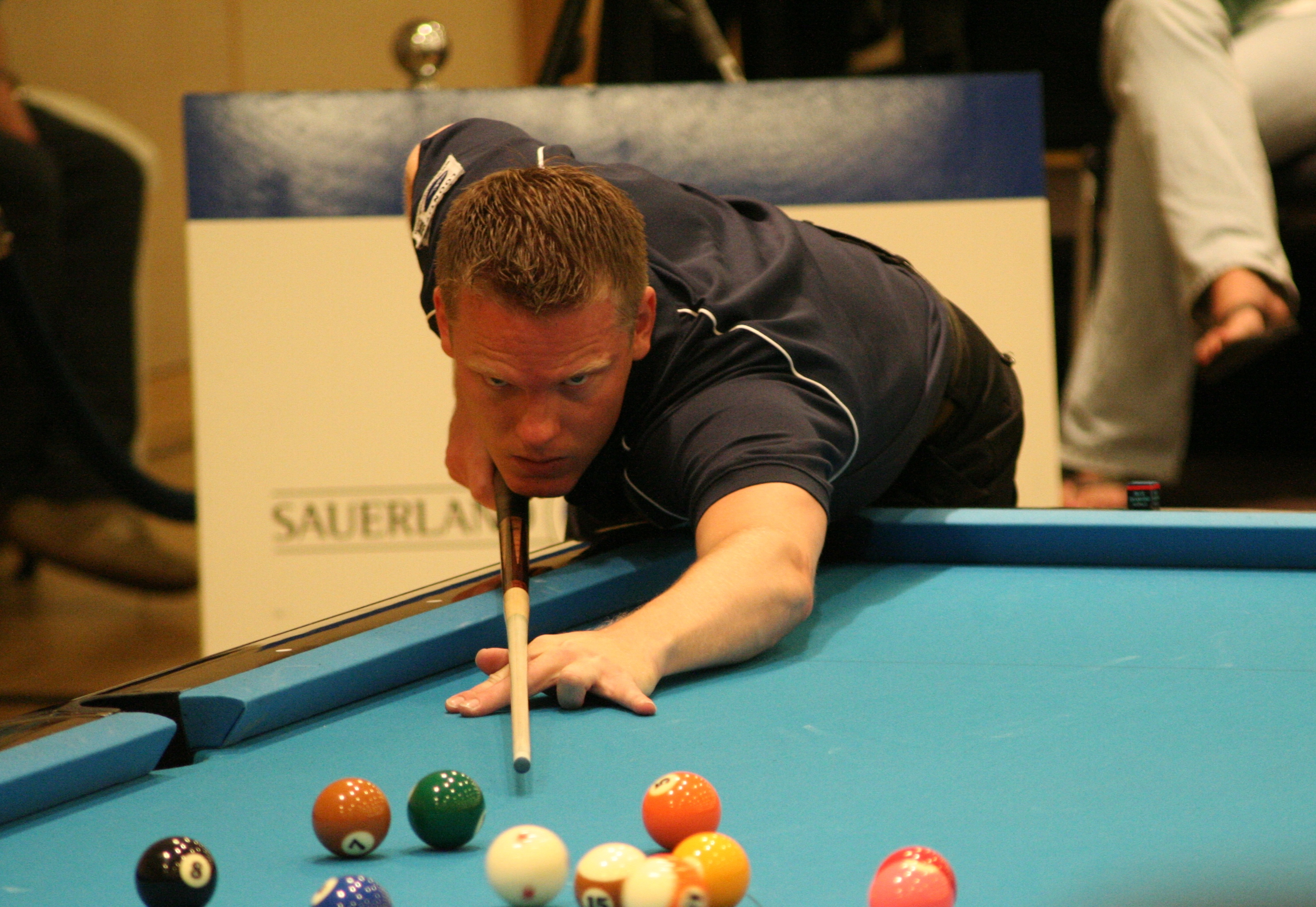
لعبة البول

البول هو تصنيف لرياضات جديلة يتم لعبها على طاولة بها ستة جيوب على طول القضبان، حيث يتم إيداع الكرات فيها. كل لعبة بلياردو محددة لها اسمها الخاص؛ بعض من أشهرها ثمانية كرات، بلاك بول، تسعة كرات، عشرة كرات، سبع كرات، بلياردو مستقيم، جيب واحد، وبركة بنك.
أحيانًا ما يتم استخدام المصطلح العام للبلياردو الجيب، ويفضل من قبل بعض هيئات صناعة البلياردو، ولكنه من الناحية الفنية تصنيف أوسع، بما في ذلك ألعاب مثل السنوكر، والهرم الروسي، والكيسا، والتي لا يشار إليها باسم ألعاب البلياردو. في معظم أنحاء العالم، يشار إليها عادة باسم «البلياردو» فقط، وهو مشابه لمصطلح «البولينج» الذي يشيع استخدامه للإشارة إلى لعبة البولينج ذات العشرة دبابيس.